# دیوید (فیلم ۱۹۸۸)
«دیوید» (انگلیسی: David (1988 film)) یک فیلم به کارگردانی جان ارمن است که در سال ۱۹۸۸ منتشر شد. از بازیگران آن می‌توان به برنادت پیترز، جان گلاور، و متیو لارنس اشاره کرد.